# Инза (станция)
И́нза — участковая железнодорожная станция Пензенского региона Куйбышевской железной дороги. Расположена в одноимённом городе Инзенского района Ульяновской области.
От станции отходит неэлектрифицированная ветка на Ульяновск-Центральный.

## История
В 1895 году было дано разрешение обществу Московско-Казанской железной дороги на строительство участка Рузаевка — Батраки с ответвлением на Симбирск. Открытие станции с первым участком на Батраки состоялось в 1897 году. Строительство ветки Инза — Симбирск началось 12 мая 1896 года, регулярное движение по ней было запущено 28 декабря 1898 года.
В 1898 году было построено кирпичное здание вокзала, ставшее памятником и объектом культурного наследия регионального значения.
19 июня 1918 года на станции была сформирована одна из частей 1-й революционной армии Восточного фронта, а 29 июня 1918 года сформировалась Инзенская революционная дивизия.

## Описание

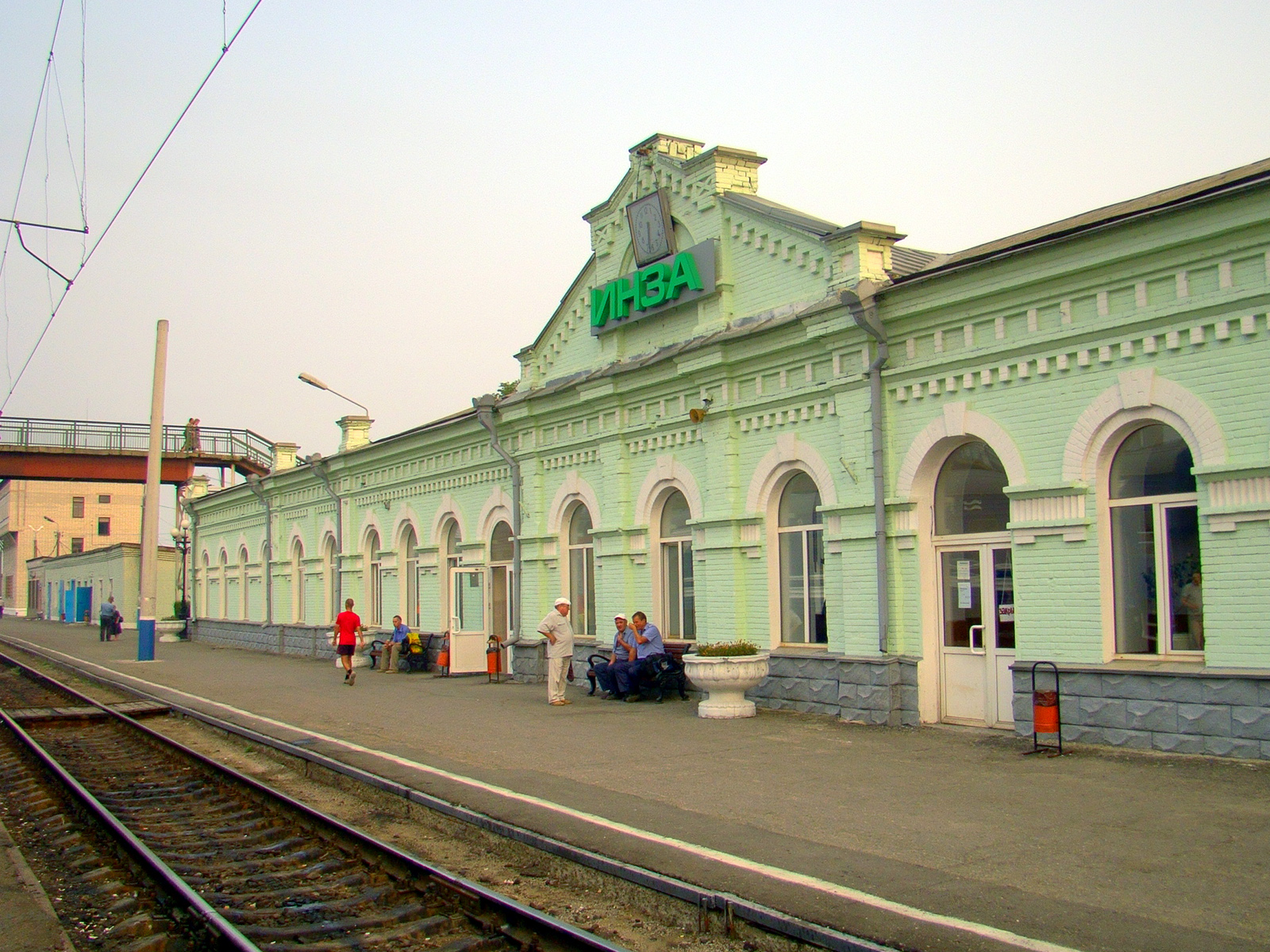
Вокзал станции Инза. 2010 год

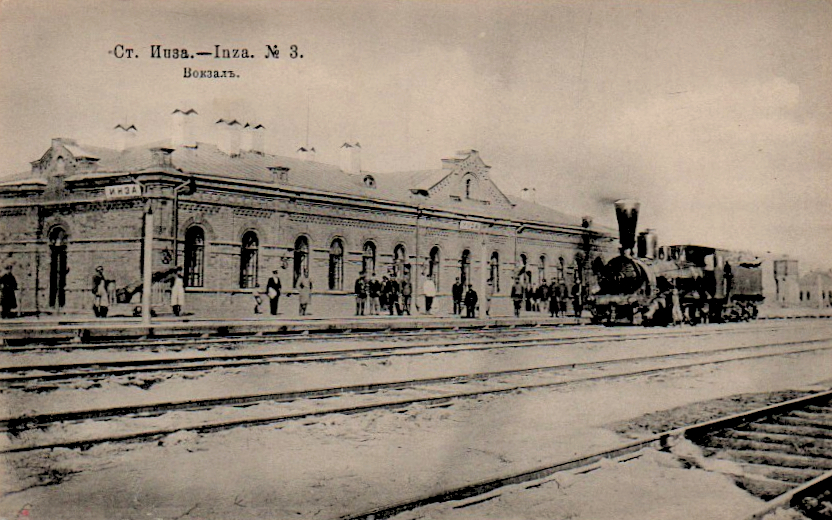
Открытка 1910 года: Железнодорожный вокзал станции Инза,

Станция расположена на двухпутном участке Кустарёвка — Самара Рузаевского хода Транссиба, электрифицированного на постоянном токе 3кВ. По характеру работы является участковой станцией, по объёму выполняемой работы отнесена к 3-му классу. Путевое развитие включает 21 путь: 3 главных (№ 1—2), 12 приёмо-отправочных (№ 4—13, № 2у, 3у), 5 сортировочно-отправочных (№ 14—18) и 1 сортировочный (№ 19). Все пути электрифицированы. Пост ЭЦ располагается в чётной горловине.

Станция включена в диспетчерскую централизацию участка Рузаевка — Новообразцовое. Станция находится на автономном управлении. Комплексный контроль за техническим состоянием путей на станции осуществляет Инзенская дистанция пути (ПЧ-21 Инза). Контроль за техническим обслуживанием и ремонтом устройств автоматики и телемеханики осуществляет Инзенская дистанция сигнализации, централизации и блокировки (ШЧ-8 Инза). Техническое и хозяйственное обслуживание тяговых подстанций и контактной сети обеспечивает Инзенская дистанция электроснабжения (ЭЧ-4 Инза). Устройства связи обслуживает Сызранский региональный центр связи (РЦС-2 Сызрань). 

Памятникам воинам-инзенцам, погибшим в годы Великой Отечественной войны. Расположен у здания вокзала

## Дальнее следование
Через станцию производятся пассажирские перевозки в Поволжье, Казахстан, на Южный Урал. Ежедневно отправляются пригородные поезда на Рузаевку, Сызрань, Ульяновск, Чуфарово. По состоянию на июнь 2019 года через станцию курсируют следующие поезда дальнего следования:

### Круглогодичное движение поездов
| № поезда                | Маршрут движения         | № поезда                | Маршрут движения         |
| ----------------------- | ------------------------ | ----------------------- | ------------------------ |
| 5                       | Ташкент — Москва         | 6                       | Москва — Ташкент         |
| 13 «Южный Урал»         | Челябинск — Москва       | 14 «Южный Урал»         | Москва — Челябинск       |
| 17                      | Бишкек — Москва          | 18                      | Москва — Бишкек          |
| 21 «Ульяновск»          | Ульяновск — Москва       | 22 «Ульяновск»          | Москва — Ульяновск       |
| 39 «Башкортостан»       | Уфа — Москва             | 40 «Башкортостан»       | Москва — Уфа             |
| 49 «Двухэтажный состав» | Самара — Москва          | 50 «Двухэтажный состав» | Москва — Самара          |
| 63                      | Димитровград — Москва    | 64                      | Москва — Димитровград    |
| 65                      | Тольятти — Москва        | 66                      | Москва — Тольятти        |
| 115                     | Уфа — Москва             | 116                     | Москва — Уфа             |
| 137                     | Оренбург — Москва        | 138                     | Москва — Оренбург        |
| 149                     | Андижан — Москва         | 150                     | Москва — Андижан         |
| 337                     | Самара — Санкт-Петербург | 338                     | Санкт-Петербург — Самара |
| 347                     | Уфа — Санкт-Петербург    | 348                     | Санкт-Петербург — Уфа    |
| 391                     | Челябинск — Москва       | 392                     | Москва — Челябинск       |

### Сезонное движение поездов
| № поезда | Маршрут движения      | № поезда | Маршрут движения      |
| -------- | --------------------- | -------- | --------------------- |
| 251      | Димитровград — Москва | 252      | Москва — Димитровград |
| 507      | Ижевск — Новороссийск | 508      | Новороссийск — Ижевск |

### Комментарии
1. ↑  ГОСТ Р 53431-2009: «Станция автономного управления: железнодорожная станция на участке диспетчерской централизации, управление которой осуществляет дежурный по станции под контролем поездного диспетчера»